# Głogów Małopolski
Głogów Małopolski è un comune urbano-rurale polacco del distretto di Rzeszów, nel voivodato della Precarpazia.
Ricopre una superficie di 145,76 km² e nel 2004 contava 18 324 abitanti.
Nella locale foresta di Bór, tra il 7 e il 13 luglio 1942, le SS assassinarono circa 2000 ebrei della vicina Rzeszów; si trattava degli anziani e degli infermi, mentre il resto della comunità fu deportato nei campi di sterminio.